# Édouard André
Édouard François André (ur. 17 lipca 1840 w Bourges, zm. 25 października 1911 w La Croix) – francuski architekt krajobrazu, ogrodnik, autor założeń ogrodowych w Monte Carlo, Montevideo i Połądze.

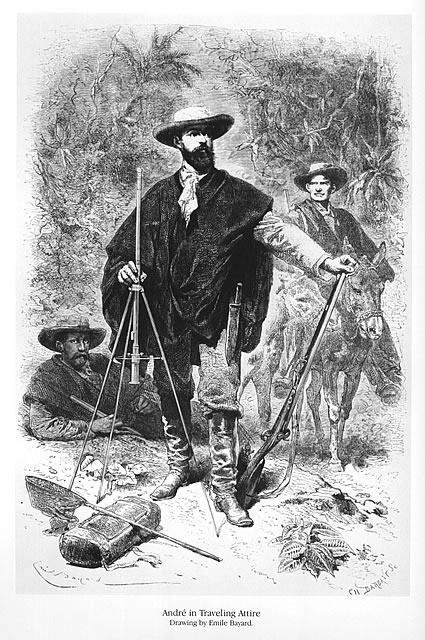
Édouard André podczas wyprawy

Urodził się w Bourges w rodzinie pielęgniarzy. W 1860 roku wraz z Jeanem-Pierre’em Barilletem-Deschampsem, Adolphem Alphandem i baronem Georges’em Haussmannem brał udział w przekształcaniu architektonicznym Paryża, jego autorstwa są założenia Parc des Buttes Chaumont i ogrody w Tuileries.
Karierę międzynarodową rozpoczął w 1866 roku, gdy wygrał konkurs na projekt Sefton Parku w Liverpoolu. W ciągu swego życia zaprojektował ponad 100 założeń parkowych i ogrodowych w Rosji, Austro-Węgrzech, Szwajcarii, Holandii. Do najsłynniejszych należą: Sefton Park w Liverpoolu, Park Zamkowy w Luksemburgu, ogrody w Funchal na Maderze, Weldham Castle Garden w Markelo, park miejski w Cognac i ogrody Borghese w Rzymie.
André projektował również w Europie Wschodniej: na zlecenie rodziny Tyszkiewiczów powstały m.in. prywatne ogrody w Połądze i Landwarowie, Zatroczu na Litwie oraz Honorówce.